# Drupal
Drupal ist ein Content-Management-System (CMS) und -Framework. Seine Hauptanwendung findet Drupal bei der Organisation von Websites. Anfang 2025 verwendeten laut W3Techs 0,9 % aller Websites Drupal, was einem Marktanteil von 1,3 % unter den CMS entspricht. Ursprünglich wurde es vom belgischen Informatiker Dries Buytaert konzipiert.
Drupal ist eine freie Software und steht unter der GNU General Public License. Es ist in PHP geschrieben, nutzt das Symfony-Framework (ab 8.x) und verwendet MySQL/MariaDB (empfohlen), PostgreSQL (unterstützt), SQLite (ab 7.x), MSSQLServer oder MongoDB (jeweils per Erweiterung) als Datenbanksystem.

## Merkmale
Drupal ist in seinem Leistungsumfang ein typisches Web-Content-Management-System (CMS), mit dem Websites produziert, aktualisiert und gepflegt werden können.
Drupal unterscheidet sich von anderen CMS unter anderem durch die Umsetzung von Ansätzen einer Social Software. Es unterstützt damit den Aufbau von Communitys, die gemeinsam an Inhalten arbeiten und sich über Themen austauschen und informieren wollen. So können Nutzer beispielsweise eigene Weblogs anlegen, sich in Foren austauschen oder Artikel veröffentlichen. Es wird ein differenziertes Rollen- und Rechtesystem unterstützt.
Drupal steht seit 2001 als Open Source zur Verfügung. Inzwischen wird Drupal für mehrere Millionen Websites unterschiedlichster Art auf der ganzen Welt eingesetzt, so zum Beispiel für die Webpräsenz des Duden und der Harvard University, für die Leser-Kommentare auf der Website der Wochenzeitung Die Zeit, oder von 2009 bis 2017 auch für die Webpräsenz des Weißen Hauses in Washington. Ebenfalls zum Einsatz kommt Drupal für die Website von Nokia, Tesla Motors und der Universal Music Group.
Neben anderen bekannten CMS, wie z. B. WordPress, Joomla und TYPO3, hat es sich mit seinem spezifischen Ansatz unter den großen PHP-basierten Open-Source-CMS etablieren können. Drupal hat eine Online-Community, die ihre Mitglieder aktiv unterstützt.
Mit Drush steht ein Kommandozeilenwerkzeug für Wartungsaufgaben zur Verfügung.
Drupal hat den englischen Packt Publishing Open Source Content Management System Award in der Kategorie „Overall Winner“ in den Jahren 2007, 2008 und 2009 gewonnen.

### Aufbau und Funktionen
Drupal besteht aus einem Core (deutsch Kern), der die Grundfunktionalität liefert, und Modulen, die zusätzliche Funktionen bieten und dem System bei Bedarf hinzugefügt werden können. Im Januar 2023 wurden insgesamt über 49.600 Module auf drupal.org verwaltet. Davon sind über 3.400 als kompatibel zu Drupal 10 und über 9.200 als kompatibel zu Drupal 9 markiert. Diese Module bieten ein breites Spektrum von einfachen, gängigen Website-Funktionen über komplexe, per grafischer Benutzeroberfläche konfigurierbare Werkzeuge, bis hin zu Erweiterungen der Programmierschnittstellen. Etwa 2.500 „Themes“ erlauben eine grafische Gestaltung der Webseiten. Viele dieser Themes bieten die Möglichkeit, eigene Themes zu adaptieren.
Der modulare Aufbau von Drupal bietet vielseitige Verwendungsmöglichkeiten. Die Liste reicht von „Ein-Personen-Websites“ wie beispielsweise persönlichen Weblogs bis hin zu Online-Communitys mit tausenden Mitgliedern.
Im Folgenden sind mögliche Anwendungsgebiete für das CMS Drupal beispielhaft beschrieben:

#### Weblog
Eine einzelne Person kann als alleiniger Benutzer des CMS ein Weblog aufbauen. Es ist aber ebenso möglich, dass sich mehrere Nutzer eine Website teilen und jeder seinen eigenen Weblog hat.

#### Online-Community
Online-Communitys sind Websites, bei denen mehrere Benutzer – jeder mit einem eigenen Benutzerkonto – für die Gestaltung und den Inhalt der Website zuständig sind. Dabei können Artikel erstellt oder in einem Forum diskutiert werden. Administratoren und Moderatoren sind für die Überwachung und den reibungslosen Ablauf zuständig.

#### Bücher
Der Inhaltstyp „Book“ bietet bei Drupal die Möglichkeit, (gemeinsam) zusammenhängende Seiten eines Buchs zu schreiben und zu verwalten.

### Ausgewählte Eigenschaften
- Strikte Trennung von Layout/Design und funktionalem Quelltext
- Ausgefeiltes Taxonomiesystem zur hierarchischen Kategorisierung von Inhalten
- Mit Inhaltstypen lassen sich verschiedenartige Seiten aufbauen, die unterschiedliche Berechtigungen haben können.
- Rollenbasiertes Rechtesystem
- Versionierung der Inhalte
- Baumartige (englisch threaded) Kommentierungsmöglichkeiten
- Permalinks – Jede Seite ist über eine feste (sich nicht verändernde) URL erreichbar.
- Clean URLs – Drupal kann menschen- und maschinenlesbare URLs (z. B. für Suchmaschinen) erzeugen.
- Eingebaute Volltext-Suchfunktion
- Drupal kann unterschiedliche Datenbanksysteme nutzen (empfohlen wird MySQL ab Version 5.5.3).
- Eingebaute Caching-Mechanismen sorgen für gute Leistung
- Zahlreiche Themes ermöglichen weitgehende Anpassung des Layouts.
- Spracheinstellungen (auch mehrsprachige Sites) mit Hilfe von Lokalisierungsdaten
- Anbindung an LDAP Server/-Authentifizierung und OpenID
- Multisite-Fähigkeit: Aufbau isolierter Websites auf einer Installation
- Override: Eigene Code-Anpassungen/-Ergänzungen ohne Kern-/Modul-Code-Veränderungen, sowohl bei Funktionen als auch beim Layout (Themes)
- Hooks: Das Hook-System ermöglicht es, mit dem Drupal-Kern und anderen Modulen zu interagieren.

### Ausgewählte Module
Drupal kann durch eine Vielzahl sogenannter Module erweitert werden, sodass man nahezu beliebige Funktionalität „nachrüsten“ kann.
- CCK-Modul (CCK: Content Construction Kit, deutsch „Inhalts-Bausatz“): Einfache Erstellung eigener Inhaltstypen (seit Drupal 7 im Kern enthalten)
- Views-Modul: Einfache Erstellung benutzerdefinierter Auflistungen von Inhalten (Modellieren von SQL-Abfragen auf einer grafischen Oberfläche) (seit Drupal 8 im Kern enthalten)
- CKEditor-/TinyMCE-/WYSIWYG-Modul: Einfache WYSIWYG-Bearbeitung von Artikeln (CKEditor seit Drupal 8 im Kern enthalten)[17]
- Image-Modul: Ermöglicht die Veröffentlichung von Bildern und Bildergalerien (seit Drupal 7 im Kern enthalten)
- Actions- und Workflow-Modul: Erstellen von Workflows und damit verbundenen Aktionen
- Organic Groups-Modul: Ermöglicht die Erstellung beliebiger Gruppen, denen Benutzer beitreten und dort dann Inhalte veröffentlichen können.
- Event-Modul: Terminverwaltung mit Kalenderfunktionen
- Location-/Google-Maps-/OpenLayers-Modul: Zugriff auf Kartenmaterial, Entfernungsberechnung, vielfältige Verortung von Inhalten usw.
- Weblink-Modul: Verwaltung von Weblinks mit Linküberwachung
- Ubercart/Commerce-Modul: Erweiterung für E-Commerce

## Community
Die Nutzer- und Entwicklergemeinschaft von Drupal umfasst mehr als 1,1 Millionen Benutzerkonten, die auf Drupal.org registriert wurden, davon waren Ende 2014 mehr als 36.000 Entwicklerkonten.
Die DrupalCon (Drupal Conference) findet zweimal jährlich statt, alternierend in Nordamerika und Europa. Nahmen an der ersten DrupalCon (2005 in Antwerpen) noch unter 50 Personen teil, wuchs die Teilnehmerzahl rasch an und hatte 10 Jahre später in Barcelona 2039, in Los Angeles 3086 Teilnehmende. Versuche, die DrupalCon auf weiteren Kontinenten zu etablieren (Sydney, Australien 2013, Bogotá, Kolumbien 2015, Mumbai, Indien 2016), haben sich bislang nicht als nachhaltig erwiesen. Mit dem Ziel, die ressourcenintensive Organisation der DrupalCon in Europa umzustrukturieren, setzte die Drupal Association als Veranstalterin die europäische DrupalCon 2018 aus. Die europäische Drupal-Community nahm den Ausfall jedoch nicht hin und organisierte im September 2018 in Darmstadt eine Ersatz-Konferenz unter dem Titel Drupal Europe 2018.
Es gibt viele aktive Drupal-Foren, Mailing-Listen und Diskussionsgruppen. Des Weiteren gibt es auch diverse IRC-Channels auf dem Freenode Netz.
Ende 2014 gab es 35 nationale Drupal-Gemeinschaften („communities“) auf drupal.org, die sprachspezifische Hilfe anbieten.

## Name und Logo
Drupal ist eine eingetragene Marke des gebürtigen Belgiers Dries Buytaert. Dieser hatte ursprünglich beabsichtigt, für seine selbst programmierte Kontaktplattform die Domäne dorp.org anzumelden (Dorp ist das flämische Wort für Dorf), vertippte sich dabei aber und registrierte drop.org. 2001 wurde die Software unter dem Namen Drupal veröffentlicht. Der Name ist die englisch-amerikanische Schreibweise für die Aussprache des niederländischen Wortes „druppel“, was auf deutsch „Tropfen“ bedeutet (Plattdeutsch: „Dropp“ oder „Droppen“).
 Das offizielle Logo ist seit 2016 der Schriftzug der Wortmarke Drupal.
 Das bis 2016 offizielle Logo wird heute als „community logo“ weitergeführt: das sogenannte Druplicon. Die Idee dahinter war, einen Wassertropfen als Logo zu nutzen, der comichaft wirkt und eindeutig wiederzuerkennen ist. Daher stellen zwei ineinander verschmolzene Tropfen, die wie ein Unendlichkeitszeichen aussehen, die Augen im Gesicht des Wassertropfens dar. Dadurch sollen die schier unendlichen Einsatzmöglichkeiten von Drupal symbolisiert werden.

## Kritik
- Fehlende Rückwärtskompatibilität: Neue Hauptversionen von Drupal sind oft mit vorherigen nur eingeschränkt kompatibel (z. B. Hauptversion 6 mit 5 usw.). Dies führt dazu, dass bestehende Module angepasst und umprogrammiert werden müssen und bei Erscheinen einer neuen Hauptversion möglicherweise zunächst nicht zur Verfügung stehen.[30] Die aus zum Teil massiven API-Änderungen folgenden Schwierigkeiten bei Upgrades zwischen den Major-Versionen (z. B. zwischen Drupal 6 und 7) wurden zum Teil stark kritisiert. Zur Lösung dieses Problems gibt es zunehmend Migrations-Werkzeuge. Eines davon wurde in den Drupal 8-Kern integriert, um z. B. direkt Content von Drupal 6 importieren zu können.[31]

## Versionen
| Legende: | Ältere Version; nicht mehr unterstützt | Ältere Version; noch unterstützt | Aktuelle Version | Aktuelle Vorabversion | Zukünftige Version |

| Zweig     | Version | Veröffentlichung   | Anmerkungen |
| --------- | ------- | ------------------ | --- |
| Drupal 1  | 1.0     | 15. Januar 2001    | Erste veröffentlichte Version |
| Drupal 2  | 2.0     | 15. März 2001      | Führte Lokalisierungen und Berechtigungssystem ein |
| Drupal 3  | 3.0     | 15. September 2001 | Vollständige Fixierung auf Nodes, viele neue Core-Module |
| Drupal 4  | 4.0     | 15. Juni 2002      | Weitere neue Module und Überarbeitungen |
| Drupal 4  | 4.1     | 1. Februar 2003    | Überarbeitungen |
| Drupal 4  | 4.2     | 1. August 2003     | Unterstützung von suchmaschinenfreundlichen, lesbaren URLs |
| Drupal 4  | 4.3     | 1. November 2003   | |
| Drupal 4  | 4.4     | 1. April 2004      | |
| Drupal 4  | 4.5     | 18. Oktober 2004   | |
| Drupal 4  | 4.6     | 15. April 2005     | Unterstützung von PHP5 |
| Drupal 4  | 4.7     | 1. Mai 2006        | |
| Drupal 5  | 5.0     | 15. Januar 2007    | |
| Drupal 5  | 5.1     | 29. Januar 2007    | |
| Drupal 5  | 5.2     | 26. Juli 2007      | |
| Drupal 6  | 6.0     | 13. Februar 2008   | |
| Drupal 6  | 6.22    | 25. Mai 2011       | |
| Drupal 6  | 6.24    | 1. Feb. 2012       | |
| Drupal 6  | 6.25    | 29. Feb. 2012      | |
| Drupal 6  | 6.26    | 2. Mai 2012        | |
| Drupal 6  | 6.27    | 19. Dezember 2012  | |
| Drupal 6  | 6.28    | 16. Januar 2013    | |
| Drupal 6  | 6.29    | 20. November 2013  | |
| Drupal 6  | 6.30    | 15. Januar 2014    | |
| Drupal 6  | 6.31    | 16. April 2014     | |
| Drupal 6  | 6.32    | 16. Juli 2014      | |
| Drupal 6  | 6.33    | 6. August 2014     | Sicherheitsaktualisierung |
| Drupal 6  | 6.34    | 19. November 2014  | Sicherheitsaktualisierung |
| Drupal 6  | 6.35    | 18. März 2015      | Sicherheitsaktualisierung |
| Drupal 6  | 6.36    | 17. Juni 2015      | Sicherheitsaktualisierung |
| Drupal 6  | 6.37    | 19. August 2015    | Sicherheitsaktualisierung |
| Drupal 6  | 6.38    | 24. Februar 2016   | Sicherheitsaktualisierung, letzte Version dieses Versionzweigs |
| Drupal 7  | 7.0     | 5. Januar 2011     | Bartik ersetzt Garland als Standard-Theme, Administrationsoberfläche als overlay, CCK gehört als Fields zum Core, RDF wird unterstützt                                |
| Drupal 7  | 7.1     | 25. Mai 2011       | Sicherheitsaktualisierung |
| Drupal 7  | 7.2     | 25. Mai 2011       | |
| Drupal 7  | 7.3     | 30. Juni 2011      | Sicherheitsaktualisierung |
| Drupal 7  | 7.4     | 30. Juni 2011      | |
| Drupal 7  | 7.5     | 27. Juli 2011      | Sicherheitsaktualisierung |
| Drupal 7  | 7.6     | 27. Juli 2011      | |
| Drupal 7  | 7.7     | 28. Juli 2011      | Version 7.6 mit einem korrigierten Versions-String |
| Drupal 7  | 7.8     | 31. August 2011    | |
| Drupal 7  | 7.9     | 26. Oktober 2011   | |
| Drupal 7  | 7.10    | 5. Dezember 2011   | |
| Drupal 7  | 7.11    | 1. Februar 2012    | Enthält (fälschlicherweise) nur Bug-Fixes für Version 7.9, für Version 7.10 fehlen diese                                                                              |
| Drupal 7  | 7.12    | 1. Februar 2012    | Sicherheitsaktualisierung, enthält Bug-Fixes für 7.9. sowie 7.10 |
| Drupal 7  | 7.13    | 2. Mai 2012        | Sicherheitsaktualisierung |
| Drupal 7  | 7.14    | 2. Mai 2012        | |
| Drupal 7  | 7.15    | 1. August 2012     | |
| Drupal 7  | 7.16    | 17. Oktober 2012   | Sicherheitsaktualisierung |
| Drupal 7  | 7.17    | 7. November 2012   | |
| Drupal 7  | 7.18    | 19. Dezember 2012  | Sicherheitsaktualisierung |
| Drupal 7  | 7.19    | 16. Januar 2013    | Sicherheitsaktualisierung |
| Drupal 7  | 7.20    | 20. Februar 2013   | Sicherheitsaktualisierung |
| Drupal 7  | 7.21    | 7. März 2013       | |
| Drupal 7  | 7.22    | 3. April 2013      | |
| Drupal 7  | 7.23    | 8. August 2013     | |
| Drupal 7  | 7.24    | 20. November 2013  | Sicherheitsaktualisierung |
| Drupal 7  | 7.25    | 3. Januar 2014     | |
| Drupal 7  | 7.26    | 15. Januar 2014    | Sicherheitsaktualisierung |
| Drupal 7  | 7.27    | 16. April 2014     | Sicherheitsaktualisierung |
| Drupal 7  | 7.28    | 8. Mai 2014        | |
| Drupal 7  | 7.29    | 16. Juli 2014      | Sicherheitsaktualisierung |
| Drupal 7  | 7.30    | 24. Juli 2014      | |
| Drupal 7  | 7.31    | 6. August 2014     | Sicherheitsaktualisierung |
| Drupal 7  | 7.32    | 15. Oktober 2014   | Sicherheitsaktualisierung |
| Drupal 7  | 7.33    | 7. November 2014   | |
| Drupal 7  | 7.34    | 19. November 2014  | Sicherheitsaktualisierung |
| Drupal 7  | 7.35    | 18. März 2015      | Sicherheitsaktualisierung |
| Drupal 7  | 7.36    | 2. April 2015      | |
| Drupal 7  | 7.37    | 7. Mai 2015        | |
| Drupal 7  | 7.38    | 17. Juni 2015      | Sicherheitsaktualisierung |
| Drupal 7  | 7.39    | 19. August 2015    | Sicherheitsaktualisierung |
| Drupal 7  | 7.40    | 14. Oktober 2015   | |
| Drupal 7  | 7.41    | 21. Oktober 2015   | Sicherheitsaktualisierung |
| Drupal 7  | 7.42    | 3. Februar 2016    | Sicherheitsaktualisierung |
| Drupal 7  | 7.43    | 24. Februar 2016   | Sicherheitsaktualisierung |
| Drupal 7  | 7.44    | 15. Juni 2016      | Sicherheitsaktualisierung |
| Drupal 7  | 7.50    | 7. Juli 2016       | |
| Drupal 7  | 7.51    | 5. Oktober 2016    | Bugfix-Release mit nun offizieller PHP7-Unterstützung |
| Drupal 7  | 7.52    | 16. November 2016  | Sicherheitsaktualisierung |
| Drupal 7  | 7.53    | 7. Dezember 2016   | Bugfix-Release |
| Drupal 7  | 7.54    | 1. Februar 2017    | |
| Drupal 7  | 7.55    | 7. Juni 2017       | |
| Drupal 7  | 7.56    | 21. Juni 2017      | Sicherheitsaktualisierung |
| Drupal 7  | 7.57    | 21. Februar 2018   | Sicherheitsaktualisierung |
| Drupal 7  | 7.58    | 28. März 2018      | als hochgradig kritisch eingestufte Sicherheitsaktualisierung |
| Drupal 7  | 7.59    | 25. April 2018     | Patches |
| Drupal 7  | 7.60    | 17. Oktober 2018   | als moderat eingestufte Sicherheitsaktualisierungen |
| Drupal 7  | 7.61    | 18. November 2018  | Unterstützung von PHP 7.2 |
| Drupal 7  | 7.62    | 16. Januar 2019    | als kritisch eingestufte Sicherheitsaktualisierung |
| Drupal 7  | 7.63    | 16. Januar 2019    | Hotfix |
| Drupal 7  | 7.64    | 6. Februar 2019    | |
| Drupal 7  | 7.65    | 20. März 2019      | Sicherheitsaktualisierung |
| Drupal 7  | 7.66    | 17. April 2019     | Sicherheitsaktualisierung |
| Drupal 7  | 7.67    | 8. Mai 2019        | Sicherheitsaktualisierung |
| Drupal 7  | 7.68    | 4. Dezember 2019   | Bugfix und Neue Funktionen, Unterstützung von PHP 7.3 |
| Drupal 7  | 7.69    | 18. Dezember 2019  | Sicherheitsaktualisierung |
| Drupal 7  | 7.70    | 20. Mai 2020       | Sicherheitsaktualisierung |
| Drupal 7  | 7.71    | 3. Juni 2020       | Bugfix und Unterstützung von PHP 7.4 |
| Drupal 7  | 7.72    | 17. Juni 2020      | Sicherheitsaktualisierung |
| Drupal 7  | 7.73    | 16. September 2020 | als moderat eingestufte Sicherheitsaktualisierung |
| Drupal 7  | 7.74    | 18. November 2020  | als kritisch eingestufte Sicherheitsaktualisierung |
| Drupal 7  | 7.83    | 1. Dezember 2021   | Bugfix |
| Drupal 7  | 7.84    | 13. Dezember 2021  | Hotfix |
| Drupal 7  | 7.85    | 12. Januar 2022    | |
| Drupal 7  | 7.86    | 19. Januar 2022    | |
| Drupal 7  | 7.87    | 2. Januar 2022     | |
| Drupal 7  | 7.88    | 16. Februar 2022   | |
| Drupal 7  | 7.89    | 2. März 2022       | |
| Drupal 7  | 7.90    | 1. Juni 2022       | |
| Drupal 7  | 7.91    | 20. Juli 2022      | |
| Drupal 7  | 7.92    | 7. September 2022  | |
| Drupal 7  | 7.93    | 7. September 2022  | |
| Drupal 7  | 7.84    | 13. Dezember 2021  | |
| Drupal 7  | 7.94    | 14. Dezember 2022  | |
| Drupal 7  | 7.95    | 15. März 2023      | |
| Drupal 7  | 7.96    | 19. April 2023     | |
| Drupal 7  | 7.97    | 21. April 2023     | |
| Drupal 7  | 7.98    | 7. Juni 2023       | |
| Drupal 7  | 7.99    | 6. Dezember 2023   | |
| Drupal 7  | 7.100   | 6. März 2024       | |
| Drupal 7  | 7.101   | 5. Juni 2024       | |
| Drupal 7  | 7.102   | 20. November 2024  | |
| Drupal 7  | 7.103   | 4. Dezember 2024   | Sicherheitsaktualisierung, letzte Version dieses Versionzweigs |
| Drupal 8  | 8.0     | 19. November 2015  | Als Technologiebasis wird das Symfony-Framework verwendet. Featurewünsche, Bugfixes werden meist erst in 8.x-dev eingespielt und dann ein Backport nach 7.x erstellt. |
| Drupal 8  | 8.0.1   | 2. Dezember 2015   | |
| Drupal 8  | 8.0.2   | 6. Januar 2016     | |
| Drupal 8  | 8.0.3   | 3. Februar 2016    | |
| Drupal 8  | 8.0.4   | 24. Februar 2016   | Sicherheitsaktualisierung |
| Drupal 8  | 8.0.5   | 2. März 2016       | |
| Drupal 8  | 8.0.6   | 5. April 2016      | |
| Drupal 8  | 8.1.0   | 20. April 2016     | |
| Drupal 8  | 8.1.1   | 4. Mai 2016        | |
| Drupal 8  | 8.1.2   | 2. Juni 2016       | |
| Drupal 8  | 8.1.3   | 15. Juni 2016      | Sicherheitsaktualisierung |
| Drupal 8  | 8.1.4   | 6. Juli 2016       | Bugfixes |
| Drupal 8  | 8.1.5   | 7. Juli 2016       | Bugfixes |
| Drupal 8  | 8.1.6   | 11. Juli 2016      | Bugfixes |
| Drupal 8  | 8.1.7   | 18. Juli 2016      | Sicherheitsaktualisierung |
| Drupal 8  | 8.1.8   | 3. August 2016     | Bugfixes |
| Drupal 8  | 8.1.9   | 9. September 2016  | Bugfixes |
| Drupal 8  | 8.1.10  | 21. September 2016 | Sicherheitsaktualisierung |
| Drupal 8  | 8.2.0   | 5. Oktober 2016    | Bugfixes, neue Funktionen |
| Drupal 8  | 8.2.1   | 11. Oktober 2016   | Bugfixes |
| Drupal 8  | 8.2.2   | 2. November 2016   | Bugfixes |
| Drupal 8  | 8.2.3   | 16. November 2016  | Sicherheitsaktualisierung |
| Drupal 8  | 8.2.4   | 7. Dezember 2016   | |
| Drupal 8  | 8.2.5   | 4. Januar 2017     | |
| Drupal 8  | 8.2.6   | 1. Februar 2017    | |
| Drupal 8  | 8.2.7   | 15. März 2017      | |
| Drupal 8  | 8.3.0   | 5. April 2017      | Verbesserungen beinhalten Inhaltseingabe mit neuem CKEditor 4.6, Seitenverwaltung, REST-Support und stabile Version des BigPipe-Moduls.                               |
| Drupal 8  | 8.3.2   | 3. Mai 2017        | Bugfixes und Verbesserungen bei Dokumentation und Testen. |
| Drupal 8  | 8.3.3   | 7. Juni 2017       | |
| Drupal 8  | 8.3.4   | 21. Juni 2017      | Sicherheitsaktualisierung |
| Drupal 8  | 8.3.5   | 5. Juli 2017       | Sicherheitsaktualisierung |
| Drupal 8  | 8.4.0   | 4. Oktober 2017    | Verbesserung der Stabilität und beim Einbinden von Modulen für Layout, Medien und Kalender.                                                                           |
| Drupal 8  | 8.4.2   | 3. November 2017   | Release Patches |
| Drupal 8  | 8.4.4   | 3. Januar 2018     | Patches |
| Drupal 8  | 8.4.5   | 21. Februar 2018   | Sicherheitsaktualisierung |
| Drupal 8  | 8.5.0   | 7. März 2018       | Neue Funktionen unter Beibehaltung der Kompatibilität zu den veröffentlichten APIs.                                                                                   |
| Drupal 8  | 8.5.4   | 6. Juni 2018       | Patches |
| Drupal 8  | 8.5.8   | 17. Oktober 2018   | als moderat-kritisch eingestufte Sicherheitsaktualisierungen |
| Drupal 8  | 8.5.9   | 16. Januar 2019    | als kritisch eingestufte Sicherheitsaktualisierungen |
| Drupal 8  | 8.5.11  | 20. Februar 2019   | als hochgradig kritisch eingestufte Sicherheitsaktualisierungen |
| Drupal 8  | 8.5.14  | 20. März 2019      | als moderat-kritisch eingestufte Sicherheitsaktualisierungen |
| Drupal 8  | 8.5.15  | 17. April 2019     | als moderat-kritisch eingestufte Sicherheitsaktualisierungen |
| Drupal 8  | 8.6.2   | 17. Oktober 2018   | als moderat-kritisch eingestufte Sicherheitsaktualisierungen |
| Drupal 8  | 8.6.3   | 7. November 2018   | Patch-Release |
| Drupal 8  | 8.6.4   | 5. Dezember 2018   | |
| Drupal 8  | 8.6.5   | 2. Januar 2019     | |
| Drupal 8  | 8.6.6   | 16. Januar 2019    | als kritisch eingestufte Sicherheitsaktualisierungen |
| Drupal 8  | 8.6.7   | 16. Januar 2019    | |
| Drupal 8  | 8.6.8   | 6. Februar 2019    | |
| Drupal 8  | 8.6.9   | 8. Februar 2019    | |
| Drupal 8  | 8.6.10  | 10. Februar 2019   | als hochgradig kritisch eingestufte Sicherheitsaktualisierung |
| Drupal 8  | 8.6.11  | 13. März 2019      | |
| Drupal 8  | 8.6.12  | 14. März 2019      | |
| Drupal 8  | 8.6.13  | 20. März 2019      | als moderat-kritisch eingestufte Sicherheitsaktualisierung |
| Drupal 8  | 8.6.14  | 8. April 2019      | |
| Drupal 8  | 8.6.15  | 17. April 2019     | als moderat-kritisch eingestufte Sicherheitsaktualisierung |
| Drupal 8  | 8.7.0   | 1. Mai 2019        | neue Funktionen |
| Drupal 8  | 8.8.0   | 4. Dezember 2019   | neue Funktionen |
| Drupal 8  | 8.8.8   | 17. Juni 2020      | als kritisch eingestufte Sicherheitsaktualisierung |
| Drupal 8  | 8.8.9   | 3. September 2020  | Patches |
| Drupal 8  | 8.8.10  | 16. September 2020 | als kritisch eingestufte Sicherheitsaktualisierung |
| Drupal 8  | 8.8.11  | 18. November 2020  | als kritisch eingestufte Sicherheitsaktualisierung |
| Drupal 8  | 8.9.0   | 3. Juni 2020       | LTS-Version, keine neuen Funktionen. |
| Drupal 8  | 8.9.1   | 17. Juni 2020      | als kritisch eingestufte Sicherheitsaktualisierung |
| Drupal 8  | 8.9.2   | 8. Juli 2020       | Patches |
| Drupal 8  | 8.9.3   | 5. August 2020     | Patches |
| Drupal 8  | 8.9.4   | 2. September 2020  | Patches |
| Drupal 8  | 8.9.5   | 3. September 2020  | Patches |
| Drupal 8  | 8.9.6   | 16. September 2020 | als kritisch eingestufte Sicherheitsaktualisierung |
| Drupal 8  | 8.9.7   | 7. Oktober 2020    | Patches |
| Drupal 8  | 8.9.8   | 5. November 2020   | Patches |
| Drupal 8  | 8.9.9   | 17. November 2020  | als kritisch eingestufte Sicherheitsaktualisierung |
| Drupal 8  | 8.9.20  | 17. November 2021  | als kritisch eingestufte Sicherheitsaktualisierung, Drupal core 8 series hat end-of-life erreicht                                                                     |
| Drupal 9  | 9.0.0   | 3. Juni 2020       | Technisch identisch mit Version 8.9.0 |
| Drupal 9  | 9.0.1   | 17. Juni 2020      | als kritisch eingestufte Sicherheitsaktualisierung |
| Drupal 9  | 9.0.2   | 8. Juli 2020       | Patches |
| Drupal 9  | 9.0.3   | 5. August 2020     | Patches |
| Drupal 9  | 9.0.4   | 2. September 2020  | Patches |
| Drupal 9  | 9.0.5   | 3. September 2020  | Patches |
| Drupal 9  | 9.0.6   | 16. September 2020 | als kritisch eingestufte Sicherheitsaktualisierung |
| Drupal 9  | 9.0.7   | 7. Oktober 2020    | Patches |
| Drupal 9  | 9.0.8   | 18. November 2020  | als kritisch eingestufte Sicherheitsaktualisierung |
| Drupal 9  | 9.1.7   | 21. April 2021     | als kritisch eingestufte Sicherheitsaktualisierung |
| Drupal 9  | 9.1.14  | 17. November 2021  | als kritisch eingestufte Sicherheitsaktualisierung |
| Drupal 9  | 9.1.15  | 24. November 2021  | Patch/Bugfix |
| Drupal 9  | 9.2.0   | 16. Juni 2021      | Minor Version |
| Drupal 9  | 9.2.7   | 6. Oktober 2021    | Patch/Bugfix |
| Drupal 9  | 9.2.8   | 3. November 2021   | Patch/Bugfix |
| Drupal 9  | 9.2.9   | 17. November 2021  | als kritisch eingestufte Sicherheitsaktualisierung |
| Drupal 9  | 9.2.10  | 24. November 2021  | Patch/Bugfix |
| Drupal 9  | 9.3.0   | 8. Dezember 2021   | |
| Drupal 9  | 9.3.9   | 21. März 2022      | |
| Drupal 9  | 9.3.10  | 13. April 2022     | |
| Drupal 9  | 9.3.11  | 14. April 2022     | |
| Drupal 9  | 9.2.17  | 14. April 2022     | |
| Drupal 9  | 9.2.18  | 20. April 2022     | |
| Drupal 9  | 9.3.12  | 20. April 2022     | |
| Drupal 9  | 9.3.13  | 11. Mai 2022       | |
| Drupal 9  | 9.2.19  | 11. Mai 2022       | |
| Drupal 9  | 9.3.14  | 25. Mai 2022       | |
| Drupal 9  | 9.2.20  | 25. Mai 2022       | |
| Drupal 9  | 9.3.15  | 1. Juni 2022       | |
| Drupal 9  | 9.3.16  | 10. Juni 2022      | |
| Drupal 9  | 9.2.21  | 10. Juni 2022      | |
| Drupal 9  | 9.4.0   | 15. Juni 2022      | |
| Drupal 9  | 9.4.1   | 21. Juni 2022      | |
| Drupal 9  | 9.3.17  | 21. Juni 2022      | |
| Drupal 9  | 9.4.2   | 7. Juli 2022       | |
| Drupal 9  | 9.3.18  | 8. Juli 2022       | |
| Drupal 9  | 9.4.3   | 20. Juli 2022      | |
| Drupal 9  | 9.3.19  | 20. Juli 2022      | |
| Drupal 9  | 9.3.20  | 28. Juli 2022      | |
| Drupal 9  | 9.4.4   | 28. Juli 2022      | |
| Drupal 9  | 9.3.21  | 3. August 2022     | |
| Drupal 9  | 9.4.5   | 3. August 2022     | |
| Drupal 9  | 9.4.6   | 20. September 2022 | Sicherheitsaktualisierung |
| Drupal 9  | 9.3.22  | 28. September 2022 | Sicherheitsaktualisierung |
| Drupal 9  | 9.4.7   | 28. September 2022 | Sicherheitsaktualisierung |
| Drupal 9  | 9.4.8   | 6. Oktober 2022    | Patch/Bugfix |
| Drupal 9  | 9.4.9   | 7. Dezember 2022   | |
| Drupal 9  | 9.5.0   | 15. Dezember 2022  | |
| Drupal 9  | 9.5.1   | 4. Januar 2023     | |
| Drupal 9  | 9.5.2   | 18. Januar 2023    | |
| Drupal 9  | 9.4.10  | 18. Januar 2023    | |
| Drupal 9  | 9.5.3   | 1. Februar 2023    | |
| Drupal 9  | 9.4.11  | 1. Februar 2023    | |
| Drupal 9  | 9.5.4   | 1. März 2023       | |
| Drupal 9  | 9.5.5   | 15. März 2023      | |
| Drupal 9  | 9.4.12  | 15. März 2023      | |
| Drupal 9  | 9.5.6   | 24. März 2023      | |
| Drupal 9  | 9.4.13  | 24. März 2023      | |
| Drupal 9  | 9.5.7   | 24. März 2023      | |
| Drupal 9  | 9.5.8   | 19. April 2023     | |
| Drupal 9  | 9.4.14  | 19. April 2023     | |
| Drupal 9  | 9.5.9   | 3. Mai 2023        | |
| Drupal 9  | 9.4.15  | 3. Mai 2023        | |
| Drupal 9  | 9.5.10  | 5. Juli 2023       | |
| Drupal 9  | 9.5.11  | 20. September 2023 | Sicherheitsaktualisierung, letzte Version dieses Versionzweigs |
| Drupal 10 | 10.0.0  | 15. Dezember 2022  | |
| Drupal 10 | 10.0.1  | 4. Januar 2023     | |
| Drupal 10 | 10.0.2  | 18. Januar 2023    | |
| Drupal 10 | 10.0.3  | 1. Februar 2023    | |
| Drupal 10 | 10.0.4  | 1. März 2023       | |
| Drupal 10 | 10.0.5  | 15. März 2023      | |
| Drupal 10 | 10.0.6  | 24. März 2023      | |
| Drupal 10 | 10.0.7  | 24. März 2023      | |
| Drupal 10 | 10.0.8  | 19. April 2023     | |
| Drupal 10 | 10.0.9  | 3. Mai 2023        | |
| Drupal 10 | 10.1.0  | 22. Juni 2023      | |
| Drupal 10 | 10.0.10 | 5. Juli 2023       | |
| Drupal 10 | 10.1.1  | 6. Juli 2023       | |
| Drupal 10 | 10.1.2  | 2. August 2023     | |
| Drupal 10 | 10.1.3  | 7. September 2023  | |
| Drupal 10 | 10.1.4  | 20. September 2023 | |
| Drupal 10 | 10.0.11 | 20. September 2023 | |
| Drupal 10 | 10.1.5  | 4. Oktober 2023    | |
| Drupal 10 | 10.1.6  | 1. November 2023   | |
| Drupal 10 | 10.1.7  | 6. Dezember 2023   | |
| Drupal 10 | 10.2.0  | 15. Dezember 2023  | |
| Drupal 10 | 10.2.1  | 5. Januar 2024     | |
| Drupal 10 | 10.2.2  | 17. Januar 2024    | |
| Drupal 10 | 10.1.8  | 17. Januar 2024    | |
| Drupal 10 | 10.2.3  | 7. Februar 2024    | |
| Drupal 10 | 10.2.4  | 6. März 2024       | |
| Drupal 10 | 10.2.5  | 3. April 2024      | |
| Drupal 10 | 10.2.6  | 1. Mai 2024        | |
| Drupal 10 | 10.2.7  | 6. Juni 2024       | |
| Drupal 10 | 10.3.0  | 20. Juni 2024      | |
| Drupal 10 | 10.3.1  | 4. Juli 2024       | |
| Drupal 10 | 10.3.2  | 8. August 2024     | |
| Drupal 10 | 10.3.3  | 5. September 2024  | |
| Drupal 10 | 10.3.4  | 11. September 2024 | |
| Drupal 10 | 10.2.8  | 11. September 2024 | |
| Drupal 10 | 10.3.5  | 12. September 2024 | |
| Drupal 10 | 10.3.6  | 3. Oktober 2024    | |
| Drupal 10 | 10.2.9  | 8. Oktober 2024    | |
| Drupal 10 | 10.2.10 | 16. Oktober 2024   | |
| Drupal 10 | 10.3.7  | 7. November 2024   | |
| Drupal 10 | 10.3.8  | 12. November 2024  | |
| Drupal 10 | 10.3.9  | 20. November 2024  | |
| Drupal 10 | 10.2.11 | 20. November 2024  | |
| Drupal 10 | 10.3.10 | 22. November 2024  | |
| Drupal 10 | 10.2.12 | 22. November 2024  | |
| Drupal 10 | 10.4.0  | 17. Dezember 2024  | |
| Drupal 10 | 10.4.1  | 6. Januar 2025     | |
| Drupal 10 | 10.3.11 | 7. Januar 2025     | |
| Drupal 11 | 11.0.0  | 2. August 2024     | |
| Drupal 11 | 11.0.1  | 8. August 2024     | |
| Drupal 11 | 11.0.2  | 5. September 2024  | |
| Drupal 11 | 11.0.3  | 11. September 2024 | |
| Drupal 11 | 11.0.4  | 12. September 2024 | |
| Drupal 11 | 11.0.5  | 3. Oktober 2024    | |
| Drupal 11 | 11.0.6  | 7. November 2024   | |
| Drupal 11 | 11.0.7  | 12. November 2024  | |
| Drupal 11 | 11.0.8  | 20. November 2024  | |
| Drupal 11 | 11.0.9  | 22. November 2024  | |
| Drupal 11 | 11.1.0  | 16. Dezember 2024  | |
| Drupal 11 | 11.1.1  | 6. Januar 2025     | |
| Drupal 11 | 11.0.10 | 6. Januar 2025     | |

## Distributionen und Erweiterungspakete
Es gibt zum Teil massiv den Drupal-Kern verändernde Erweiterungen, die entweder nachinstalliert werden müssen oder auch Teil einer Distribution (Software) sein können. Dazu gibt es mit Installationsprofilen eine standardisierte Distributions-Möglichkeit, die keine Kern-Veränderungen enthalten.

### Installationsprofile im Allgemeinen
Drupal bietet die Möglichkeit, Installationsprofile, in denen eine bestimmte Auswahl an Zusatzmodulen, -themen und speziellen Einstellungen integriert sein kann, als eigenständige Projekte zu pflegen. Ein solches Installationsprofil setzt dabei immer auf einer stabilen Drupal-Version auf und erweitert diese um zusätzliche, von Anfang an verfügbare Funktionalitäten. Dadurch wird das sonst mitunter aufwändige Zusammensuchen von benötigten Modulen vereinfacht, wenn eine ähnliche Konfiguration mehrmals installiert werden soll. Installationsprofile eignen sich somit dazu, eine eigene Zusammenstellung von häufig benutzen Modulen und Themen anzulegen und diese auch zu veröffentlichen. Viele Drupal-Distributionen bieten von Haus aus die geeigneten Funktionen um eine spezielle Art von Webseiten zu erstellen. Für Webseiten, die auf einem Installationsprofil basieren, steht aber auch die Gesamtheit aller Drupal-Module zur Installation zur Verfügung.

### CiviCRM (Erweiterung)
CiviCRM ist ein Constituent Relationship Management System (kein Customer-Relationship-Management System), das speziell auf die Bedürfnisse von Nichtregierungsorganisationen, Verbänden und gemeinnützigen Einrichtungen ausgerichtet ist. Es gibt Module zur Verwaltung von verschiedenen Arten von Kontakten (eben nicht nur Kunden), Spenden, Veranstaltungen und Mitgliedern. Hierbei nutzt es Drupal, Joomla oder WordPress als Unterbau.

### Lightning
Die von Acquia entwickelte Distribution Lightning (ehemals Acquia Drupal) zeichnet sich durch kommerziellen Support aus und zielt auf den Anwendungsbereich des „Enterprise Authoring“.

### Open Atrium
Open Atrium ist eine komplette Intranet-Lösung, mit der die Zusammenarbeit von Teams koordiniert und optimiert werden kann. Es enthält Blog, Kalender, Dokumente und Todo-Listen. Open Atrium basiert auf Drupal Version 6. Version 2.0 wurde auf Basis von Drupal 7 erstellt.

### Pressflow (Erweiterung)
Pressflow basiert auf der jeweils aktuellen Drupal-Version, setzt dabei allerdings den Schwerpunkt auf verbesserte Performance, sowie ausgefeiltere Caching-Mechanismen. Dabei bleibt die API-Kompatibilität vollständig erhalten. Die höhere Performance geht jedoch zu Lasten der Abwärtskompatibilität: So wird statt PHP 4 und mehreren Datenbank-Systemen bei Pressflow nur PHP 5 und MySQL 5.x unterstützt.
Pressflow verbessert folgende Eigenschaften:
- Funktionsnachbildung: Drupal greift bis zur Version 6 auf Funktionen der PHP-Version 4.x zurück.[57] Moderne Funktionen, wie sie nur von PHP ab Version 5.x unterstützt werden, wurden in Drupal nachgebildet, so dass die Kompatibilität zu PHP 4 gewahrt bleibt. Pressflow bricht mit dieser Kompatibilität und nutzt stattdessen die nativen PHP 5 Funktionen.
- Optimierung der MySQL-Anbindung: Drupal lässt sich mit verschiedenen Datenbank-Systemen betreiben: Diese Vielfalt geht zu Lasten der Performance, da viele MySQL-spezifische Funktionen nicht genutzt werden können. Pressflow unterstützt ausschließlich MySQL und ist daher in der Lage, auf die Besonderheiten dieses Datenbank-Systems einzugehen und spezielle (schnellere) MySQL-Funktionen zu nutzen, die in anderen Datenbank-Systemen nicht zur Verfügung stehen.
- Ausgefeilteres Caching: Besonders Websites mit massivem Benutzeraufkommen hilft Caching die Serverlast erheblich zu verringern. Pressflow unterstützt das Caching mittels Reverse-Proxy, was im Gegensatz zu den datenbankbasierten Caching-Möglichkeiten von Drupal die Serverlast um den Faktor 10 verringern soll.

Pressflow ist für Drupal 6 entwickelt worden, eine Version der Erweiterung für Drupal 7 ist auf Github zu finden. Für Drupal 8 gibt es Pressflow nicht mehr.

### Thunder
Die Thunder Distribution ist auf die Bedürfnisse von Verlagen und Publisher abgestimmt.

## Medien

### Video-Trainings
- Hagen Graf: Drupal 7 – Grundlagen. video2brain
- Thomas Bredenfeld: Drupal 7 – Theming. video2brain
- Thomas Bredenfeld: Drupal 7 – Medienintegration. video2brain
- Thomas Bredenfeld: Drupal 7 – Views. video2brain
- Daniel Koch: Drupal-Video-Training. PSD-Tutorials.de